# Gebhard Siegfried von Plotho
Gebhard Siegfried Edler Herr von Plotho (* 8. Oktober 1632; † 31. August 1689 in Hanau) war ein kurfürstlich-sächsischer Generalmajor.

## Leben und Werk
Er stammte aus der Adelsfamilie von Plotho und trat als Kammerherr in den Dienst der Kurfürsten von Sachsen. 
Er führte ein Reiterregiment im Krieg gegen Frankreich. Am 10. August 1682 übernahm er das Kürassierregiment Promnitz. Er war 1683 Teil des sächsischen Kontingents das mit zum Entsatz von Wien geschickt wurde. Im September 1686 wurde er zum kursächsischen Generalmajor im Rang eines Generalwachtmeister ernannt. Plotho galt als geschickter Staatsmann und wurde auf mehrere Gesandtschaften geschickt. Er erkrankte 1689 und starb als Generalleutnant der Kavallerie in Hanau.
Sein Epitaph befindet sich in der Kirche von Weißandt-Gölzau.
Er heiratete 1683 Sophie von Anhalt, Tochter von Georg Aribert von Anhalt-Dessau.